# Kurskstationen

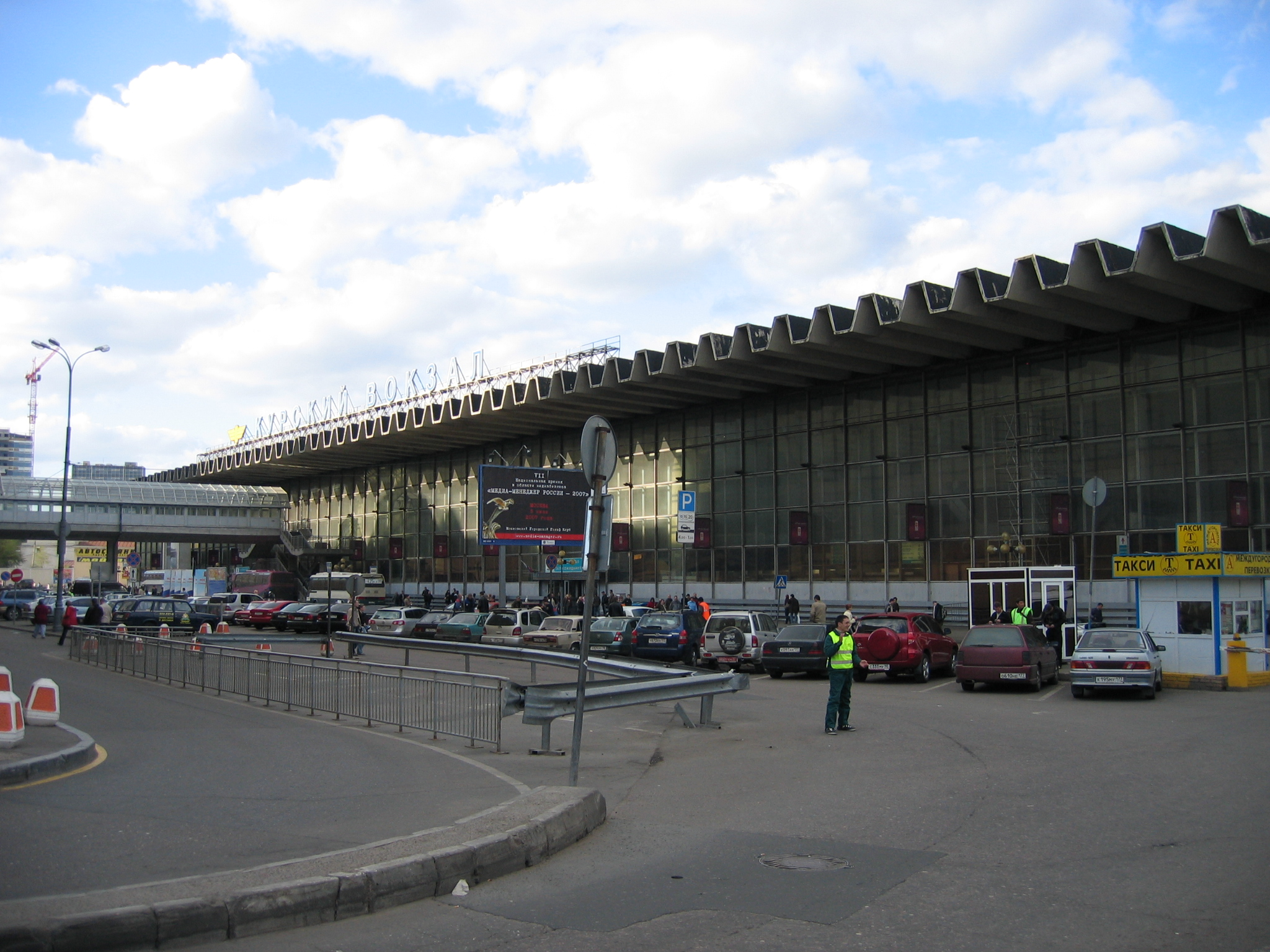
Kurskij-stationen

Kurskstationen, eller Kurskijstationen (Ryska: Курский вокзал, Kurskij vokzal) är en av de nio stora järnvägsstationerna i Moskva. I sin nuvarande form öppnade stationen 1896.
Stationen ligger i östra delen av Moskvas centrum, vid Trädgårdsringen och cirka 2 km söder om järnvägsstationerna Leningradskij, Jaroslavskij och Kazanskij.
En egenhet med Kurskstationen är att tåg utgår i två olika riktningar, dels mot södra Ryssland (däribland Kursk) och Ukraina, men också österut som en delsträcka på Transsibiriska järnvägen via Nizjnij Novgorod och Perm.
Vid stationen finns tunnelbanestationer på tre olika linjer, de båda Kurskaja-stationerna på Arbatsko-Pokrovskajalinjen och ringlinjen, och Tjkalovskaja station på Ljublinsko-Dmitrovskaja-linjen.